# Port lotniczy Kamina
Port lotniczy Kamina (ICAO: FZSB) – port lotniczy położony w Kaminie, w prowincji Górne Lomami, w Demokratycznej Republice Konga.

## Linie lotnicze i połączenia
| Linia Lotnicza                 | Kierunek      |
| ------------------------------ | ------------- |
| Compagnie Africaine d'Aviation | 1. Lubumbashi |